# Indonézia a 2000. évi nyári olimpiai játékokon
Indonézia az ausztráliai Sydneyben megrendezett 2000. évi nyári olimpiai játékok egyik részt vevő nemzete volt. Az országot az olimpián 12 sportágban 47 sportoló képviselte, akik összesen 6 érmet szereztek.

## Érmesek
| Érem  | Versenyző                     | Sportág     | Versenyszám  |
| ----- | ----------------------------- | ----------- | ------------ |
| Arany | Candra Wijaya Tony Gunawan    | Tollaslabda | Női páros    |
| Ezüst | Raema Lisa Rumbewas           | Súlyemelés  | Női 48 kg    |
| Ezüst | Hendrawan                     | Tollaslabda | Férfi egyes  |
| Ezüst | Minarti Timur Trikus Haryanto | Tollaslabda | Vegyes páros |
| Bronz | Sri Indriyani                 | Súlyemelés  | Női 48 kg    |
| Bronz | Winarni Binti Slamet          | Súlyemelés  | Női 53 kg    |

## Asztalitenisz
Férfi
| Versenyző                 | Versenyszám | Selejtező                                                         | Csoportkör                                                                                               | Csoportkör | 32-es főtábla     | Nyolcaddöntő      | Negyeddöntő       | Elődöntő          | Döntő             | Helyezés |
| Versenyző                 | Versenyszám | Ellenfél Eredmény                                                 | Ellenfél Eredmény                                                                                        | Hely.      | Ellenfél Eredmény | Ellenfél Eredmény | Ellenfél Eredmény | Ellenfél Eredmény | Ellenfél Eredmény | Helyezés |
| ------------------------- | ----------- | ----------------------------------------------------------------- | --- | ---------- | ----------------- | ----------------- | ----------------- | ----------------- | ----------------- | -------- |
| Anton Suseno              | Egyes       |                                                                   | A csoport · Kalínikosz Kreánga (GRE) · 10–21, 10–21, 15–21 · El-Sayed Lashin (EGY) · 20–22, 22–24, 19–21 | 3.         | kiesett           | kiesett           | kiesett           | kiesett           | kiesett           | 17.      |
| Anton Suseno Ismu Harinto | Páros       | Chile (CHI) · Augusto Morales · Jorge Gambra · 8–21, 21–15, 14–21 | kiesett                                                                                                  | kiesett    |                   | kiesett           | kiesett           | kiesett           | kiesett           | 33.      |

## Atlétika
Férfi
| Versenyző                                          | Versenyszám     | Előfutam | Előfutam | Előfutam | Negyeddöntő | Negyeddöntő | Negyeddöntő | Elődöntő | Elődöntő | Elődöntő | Döntő   | Döntő    |
| Versenyző                                          | Versenyszám     | Idő      | Hely.    | Össz.    | Idő         | Hely.       | Össz.       | Idő      | Hely.    | Össz.    | Idő     | Helyezés |
| -------------------------------------------------- | --------------- | -------- | -------- | -------- | ----------- | ----------- | ----------- | -------- | -------- | -------- | ------- | -------- |
| John Muray                                         | 100 m           | 10,68    | 6.       | 67.*     | kiesett     | kiesett     | kiesett     | kiesett  | kiesett  | kiesett  | kiesett | kiesett  |
| Erwin Heru Susanto                                 | 100 m           | 10,87    | 6.       | 78.      | kiesett     | kiesett     | kiesett     | kiesett  | kiesett  | kiesett  | kiesett | kiesett  |
| Yanes Raubaba                                      | 100 m           | 10,54    | 7.       | 55.*     | kiesett     | kiesett     | kiesett     | kiesett  | kiesett  | kiesett  | kiesett | kiesett  |
| Sukari Erwin Heru Susanto Yanes Raubaba John Muray | 4 × 100 m váltó | 40,35    | 7.       | 36.      |             |             |             | kiesett  | kiesett  | kiesett  | kiesett | kiesett  |

Női
| Versenyző    | Versenyszám | Előfutam | Előfutam | Előfutam | Negyeddöntő | Negyeddöntő | Negyeddöntő | Elődöntő | Elődöntő | Elődöntő | Döntő   | Döntő    |
| Versenyző    | Versenyszám | Idő      | Hely.    | Össz.    | Idő         | Hely.       | Össz.       | Idő      | Hely.    | Össz.    | Idő     | Helyezés |
| ------------ | ----------- | -------- | -------- | -------- | ----------- | ----------- | ----------- | -------- | -------- | -------- | ------- | -------- |
| Irene Joseph | 100 m       | 11,93    | 6.       | 56.      | kiesett     | kiesett     | kiesett     | kiesett  | kiesett  | kiesett  | kiesett | kiesett  |

* - két másik versenyzővel azonos eredményt ért el

## Cselgáncs
Férfi
| Versenyző   | Versenyszám | Selejtező         | 32-es főtábla                     | Nyolcaddöntő      | Negyeddöntő       | Elődöntő          | Vigaszág első kör                   | Vigaszág negyeddöntő | Vigaszág elődöntő | Bronz- mérkőzés   | Döntő             | Helyezés |
| Versenyző   | Versenyszám | Ellenfél Eredmény | Ellenfél Eredmény                 | Ellenfél Eredmény | Ellenfél Eredmény | Ellenfél Eredmény | Ellenfél Eredmény                   | Ellenfél Eredmény    | Ellenfél Eredmény | Ellenfél Eredmény | Ellenfél Eredmény | Helyezés |
| ----------- | ----------- | ----------------- | --------------------------------- | ----------------- | ----------------- | ----------------- | ----------------------------------- | -------------------- | ----------------- | ----------------- | ----------------- | -------- |
| Krisna Bayu | Középsúly   |                   | Carlos Honorato (BRA) · 0001-1020 |                   |                   |                   | Fernando González (ESP) · 0100-1001 |                      |                   |                   |                   | 13.      |

Női
| Versenyző       | Versenyszám | Selejtező                          | Nyolcaddöntő      | Negyeddöntő       | Elődöntő          | Vigaszág első kör | Vigaszág negyeddöntő | Vigaszág elődöntő | Bronz- mérkőzés   | Döntő             | Helyezés    |
| Versenyző       | Versenyszám | Ellenfél Eredmény                  | Ellenfél Eredmény | Ellenfél Eredmény | Ellenfél Eredmény | Ellenfél Eredmény | Ellenfél Eredmény    | Ellenfél Eredmény | Ellenfél Eredmény | Ellenfél Eredmény | Helyezés    |
| --------------- | ----------- | ---------------------------------- | ----------------- | ----------------- | ----------------- | ----------------- | -------------------- | ----------------- | ----------------- | ----------------- | ----------- |
| Aprilia Marzuki | Középsúly   | Lea Zahoui Blavo (CIV) · 0001-1010 | kiesett           | kiesett           | kiesett           |                   |                      |                   |                   |                   | helyezetlen |

## Íjászat
Női
| Versenyző         | Versenyszám | Selejtező | Selejtező | 64-es főtábla                          | 32-es főtábla                           | Nyolcaddöntő      | Negyeddöntő       | Elődöntő          | Döntő             | Helyezés |
| Versenyző         | Versenyszám | Pont      | Kiemelt   | Ellenfél Eredmény                      | Ellenfél Eredmény                       | Ellenfél Eredmény | Ellenfél Eredmény | Ellenfél Eredmény | Ellenfél Eredmény | Helyezés |
| ----------------- | ----------- | --------- | --------- | -------------------------------------- | --------------------------------------- | ----------------- | ----------------- | ----------------- | ----------------- | -------- |
| Hamdiah Damanhuri | Egyéni      | 637       | 15.       | Tshering Chhoden (BHU) (50.) · 165-153 | Cristina Ioriatti (ITA) (47.) · 156-156 | kiesett           | kiesett           | kiesett           | kiesett           | 26.      |

## Műugrás
Férfi
| Versenyző         | Versenyszám        | Selejtező | Selejtező | Elődöntő | Elődöntő | Döntő   | Döntő    |
| Versenyző         | Versenyszám        | Pont      | Helyezés  | Pont     | Helyezés | Pont    | Helyezés |
| ----------------- | ------------------ | --------- | --------- | -------- | -------- | ------- | -------- |
| Mohamed Nasrullah | Egyéni toronyugrás | 257,22    | 40.       | kiesett  | kiesett  | kiesett | kiesett  |

Női
| Versenyző           | Versenyszám        | Selejtező | Selejtező | Elődöntő | Elődöntő | Döntő   | Döntő    |
| Versenyző           | Versenyszám        | Pont      | Helyezés  | Pont     | Helyezés | Pont    | Helyezés |
| ------------------- | ------------------ | --------- | --------- | -------- | -------- | ------- | -------- |
| Eka Purnama Indah   | Egyéni műugrás     | 178,83    | 42.       | kiesett  | kiesett  | kiesett | kiesett  |
| Shenny Ratna Amelia | Egyéni toronyugrás | 170,07    | 40.       | kiesett  | kiesett  | kiesett | kiesett  |

## Ökölvívás
| Versenyző       | Versenyszám | Selejtező                  | Nyolcaddöntő           | Negyeddöntő       | Elődöntő          | Döntő             | Helyezés |
| Versenyző       | Versenyszám | Ellenfél Eredmény          | Ellenfél Eredmény      | Ellenfél Eredmény | Ellenfél Eredmény | Ellenfél Eredmény | Helyezés |
| --------------- | ----------- | -------------------------- | ---------------------- | ----------------- | ----------------- | ----------------- | -------- |
| La Paene Masara | Papírsúly   | Iván Calderón (PUR) · 10-5 | Kim Giszok (KOR) · 4-8 | kiesett           | kiesett           | kiesett           | 9.       |
| Hermensen Ballo | Légsúly     | José Navarro (USA) · 10-16 | kiesett                | kiesett           | kiesett           | kiesett           | 17.      |

## Súlyemelés
Női
| Versenyző            | Versenyszám | Szakítás | Szakítás | Lökés    | Lökés    | Összesen | Helyezés |
| Versenyző            | Versenyszám | Eredmény | Helyezés | Eredmény | Helyezés | Összesen | Helyezés |
| -------------------- | ----------- | -------- | -------- | -------- | -------- | -------- | -------- |
| Raema Lisa Rumbewas  | 48 kg       | 80,0     | 3.*      | 105,0    | 1.       | 185,0    |          |
| Sri Indriyani        | 48 kg       | 82,5     | 1.*      | 100,0    | 3.*      | 182,5    |          |
| Winarni Binti Slamet | 53 kg       | 90,0     | 3.       | 112,5    | 3.       | 202,5    |          |

* - egy másik versenyzővel azonos eredményt ért el

## Taekwondo
Női
| Versenyző          | Versenyszám | Selejtező         | Negyeddöntő                     | Elődöntő          | Vigaszág negyeddöntő | Vigaszág elődöntő | Bronz- mérkőzés   | Döntő             | Helyezés |
| Versenyző          | Versenyszám | Ellenfél Eredmény | Ellenfél Eredmény               | Ellenfél Eredmény | Ellenfél Eredmény    | Ellenfél Eredmény | Ellenfél Eredmény | Ellenfél Eredmény | Helyezés |
| ------------------ | ----------- | ----------------- | ------------------------------- | ----------------- | -------------------- | ----------------- | ----------------- | ----------------- | -------- |
| Juana Wangsa Putri | Légsúly     | erőnyerő          | Hanne Høegh Poulsen (DEN) · 2-7 | kiesett           |                      |                   |                   |                   | 8.       |

## Tenisz
Női
| Versenyző                   | Versenyszám | 64-es főtábla                                            | 32-es főtábla     | Nyolcaddöntő      | Negyeddöntő       | Elődöntő          | Bronz- mérkőzés   | Döntő             | Helyezés |
| Versenyző                   | Versenyszám | Ellenfél Eredmény                                        | Ellenfél Eredmény | Ellenfél Eredmény | Ellenfél Eredmény | Ellenfél Eredmény | Ellenfél Eredmény | Ellenfél Eredmény | Helyezés |
| --------------------------- | ----------- | -------------------------------------------------------- | ----------------- | ----------------- | ----------------- | ----------------- | ----------------- | ----------------- | -------- |
| Wynne Prakusya              | Egyes       | Emmanuelle Gagliardi (SUI) · 4–6, 6–7                    | kiesett           | kiesett           | kiesett           | kiesett           | kiesett           | kiesett           | 33.      |
| Yayuk Basuki Wynne Prakusya | Páros       | Japán (JPN) · Mijagi Nana · Szugijama Ai · 2–6, 7–5, 4–6 |                   | kiesett           | kiesett           | kiesett           | kiesett           | kiesett           | 17.      |

## Tollaslabda
| Versenyző                             | Versenyszám  | Selejtező                          | 32-es főtábla                                                        | Nyolcaddöntő                                                            | Negyeddöntő                                                           | Elődöntő                                                                       | Döntő                                                          | Helyezés |
| Versenyző                             | Versenyszám  | Ellenfél Eredmény                  | Ellenfél Eredmény                                                    | Ellenfél Eredmény                                                       | Ellenfél Eredmény                                                     | Ellenfél Eredmény                                                              | Ellenfél Eredmény                                              | Helyezés |
| ------------------------------------- | ------------ | ---------------------------------- | -------------------------------------------------------------------- | ----------------------------------------------------------------------- | --------------------------------------------------------------------- | ------------------------------------------------------------------------------ | -------------------------------------------------------------- | -------- |
| Hendrawan                             | Férfi egyes  | erőnyerő                           | Tam Kai Chuen (HKG) · 15–7, 15–7                                     | Pulella Gopicsand (IND) · 15–9, 15–4                                    | Sun Jun (CHN) · 15–13, 15–5                                           | Xia Xuanze (CHN) · 15–12, 15–4                                                 | Ji Xinpeng (CHN) · 4–15, 13–15                                 |          |
| Marleve Mario Mainaky                 | Férfi egyes  | erőnyerő                           | Tomas Johansson (SWE) · 15–11, 17–16                                 | Hvang Szonho (KOR) · 15–5, 15–3                                         | Peter Gade (DEN) · 6–15, 6–15                                         | kiesett                                                                        | kiesett                                                        | 5.       |
| Taufik Hidayat                        | Férfi egyes  | erőnyerő                           | Jamada Hidetaka (JPN) · 15–5, 14–17, 15–8                            | Ong Ewe Hock (MAS) · 15–9, 13–15, 15–3                                  | Ji Xinpeng (CHN) · 12–15, 5–15                                        | kiesett                                                                        | kiesett                                                        | 5.       |
| Candra Wijaya Tony Gunawan            | Férfi páros  |                                    | erőnyerő                                                             | Dánia (DEN) · Jim Laugesen · Michael Søgaard · 15–9, 15–7               | Nagy-Britannia (GBR) · Nathan Robertson · Simon Archer · 15–13, 15–11 | Dél-Korea (KOR) · Ha Thekvon · Kim Dongmun · 15–13, 15–10                      | Dél-Korea (KOR) · I Dongszu · Ju Jongszong · 15–10, 9–15, 15–7 |          |
| Flandy Limpele Hian Eng               | Férfi páros  |                                    | erőnyerő                                                             | Svédország (SWE) · Pär-Gunnar Jönsson · Peter Axelsson · 15–12, 15–11   | Malajzia (MAS) · Choong Tan Fook · Lee Wan Wah · 10–15, 9–15          | kiesett                                                                        | kiesett                                                        | 5.       |
| Rexy Mainaky Ricky Subagja            | Férfi páros  |                                    | erőnyerő                                                             | Dánia (DEN) · Lars Paaske · Martin Lundgaard Hansen · 15–9, 13–15, 15–7 | Dél-Korea (KOR) · Ha Thekvon · Kim Dongmun · 5–15, 9–15               | kiesett                                                                        | kiesett                                                        | 5.       |
| Lidya Djaelawijaya                    | Női egyes    | Kara Solmundson (CAN) · 11–4, 11–4 | Sandra Dimbour (FRA) · 11–1, 11–6                                    | Gong Zhichao (CHN) · 9–11, 3–11                                         | kiesett                                                               | kiesett                                                                        | kiesett                                                        | 9.       |
| Ellen Angelina                        | Női egyes    | erőnyerő                           | Camilla Martin (DEN) · 6–11, 2–11                                    | kiesett                                                                 | kiesett                                                               | kiesett                                                                        | kiesett                                                        | 17.      |
| Cynthia Tuwankotta Eti Lesmina Tantra | Női páros    |                                    | erőnyerő                                                             | Dánia (DEN) · Ann-Lou Jørgensen · Mette Schjoldager · 17–16, 15–10      | Kína (CHN) · Ge Fei · Gu Jun · 3–15, 5–15                             | kiesett                                                                        | kiesett                                                        | 5.       |
| Deyana Gresye Lomban Eliza Nathanael  | Női páros    |                                    | Nagy-Britannia (GBR) · Joanne Davies · Sarah Hardaker · 13–15, 11–15 | kiesett                                                                 | kiesett                                                               | kiesett                                                                        | kiesett                                                        | 17.      |
| Minarti Timur Trikus Haryanto         | Vegyes páros |                                    | erőnyerő                                                             | Dél-Korea (KOR) · Csong Dzsehi · Ha Thekvon · 15–13, 15–11              | Dánia (DEN) · Mette Schjoldager · Jens Eriksen · 15–3, 15–8           | Nagy-Britannia (GBR) · Joanne Wright-Goode · Simon Archer · 2–15, 17–15, 15–11 | Kína (CHN) · Kao Ling · Csang Csün · 15–1, 13–15, 11–15        |          |
| Zelin Resiana Bambang Supriyanto      | Vegyes páros |                                    | Nagy-Britannia (GBR) · Donna Kellogg · Chris Hunt · 15–10, 15–1      | Kína (CHN) · Chen Lin · Chen Qiqiu · 15–10, 15–3                        | Dánia (DEN) · Rikke Olsen · Michael Søgaard · 14–17, 15–10, 11–15     | kiesett                                                                        | kiesett                                                        | 5.       |

## Úszás
Férfi
| Versenyző              | Versenyszám    | Előfutam | Előfutam | Előfutam | Elődöntő | Elődöntő | Elődöntő | Döntő   | Döntő    |
| Versenyző              | Versenyszám    | Idő      | Hely.    | Össz.    | Idő      | Hely.    | Össz.    | Idő     | Helyezés |
| ---------------------- | -------------- | -------- | -------- | -------- | -------- | -------- | -------- | ------- | -------- |
| Richard Sam Bera       | 50 m gyors     | 23,56    | 3.       | 42.      | kiesett  | kiesett  | kiesett  | kiesett | kiesett  |
| Richard Sam Bera       | 100 m gyors    | 51,52    | 5.       | 37.      | kiesett  | kiesett  | kiesett  | kiesett | kiesett  |
| Steven Chandra         | 1500 m gyors   | 16:10,98 | 5.       | 38.      |          |          |          | kiesett | kiesett  |
| Mohamad Akbar Nasution | 200 m mell     | 2:23,81  | 6.       | 40.      | kiesett  | kiesett  | kiesett  | kiesett | kiesett  |
| Albert Sutanto         | 100 m pillangó | 56,50    | 7.       | 55.      | kiesett  | kiesett  | kiesett  | kiesett | kiesett  |
| Albert Sutanto         | 200 m pillangó | 2:05,13  | 8.       | 42.      | kiesett  | kiesett  | kiesett  | kiesett | kiesett  |
| Felix Sutanto          | 200 m vegyes   | 2:09,77  | 4.       | 50.      | kiesett  | kiesett  | kiesett  | kiesett | kiesett  |

Női
| Versenyző            | Versenyszám | Előfutam | Előfutam | Előfutam | Elődöntő | Elődöntő | Elődöntő | Döntő   | Döntő    |
| Versenyző            | Versenyszám | Idő      | Hely.    | Össz.    | Idő      | Hely.    | Össz.    | Idő     | Helyezés |
| -------------------- | ----------- | -------- | -------- | -------- | -------- | -------- | -------- | ------- | -------- |
| Elsa Manora Nasution | 100 m hát   | 1:06,57  | 5.*      | 38.*     | kiesett  | kiesett  | kiesett  | kiesett | kiesett  |

* - egy másik versenyzővel azonos eredményt ért el

## Vitorlázás
Férfi
| Versenyző     | Versenyszám     | Futam | Futam | Futam | Futam | Futam | Futam | Futam | Futam | Futam | Futam | Futam | Pontszám | Helyezés |
| Versenyző     | Versenyszám     | 1     | 2     | 3     | 4     | 5     | 6     | 7     | 8     | 9     | 10    | 11    | Pontszám | Helyezés |
| ------------- | --------------- | ----- | ----- | ----- | ----- | ----- | ----- | ----- | ----- | ----- | ----- | ----- | -------- | -------- |
| Oka Sulaksana | Szörfvitorlázás | 15    | 1     | 11    | (27)  | 23    | (25)  | 17    | 10    | 22    | 24    | 10    | 133,0    | 19.      |